# 床丹站

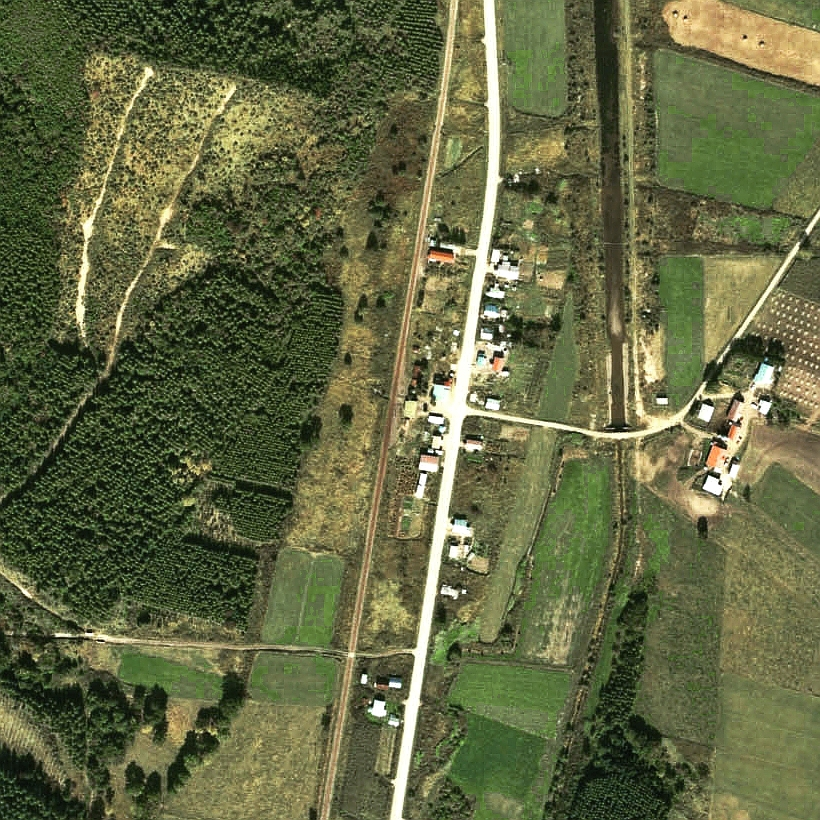
1977年的床丹站與方圓約500米範圍。下方為網走方向。隨著車站無人化，島式月台的靠近車站大樓路軌被撤走。

床丹站（日语：／ Tokotan eki */?）是位於北海道常呂郡佐呂間町字若里，日本國有鐵道（國鐵）的湧網線車站（廢站）。隨著湧網線廢線，車站在1987年（昭和62年）3月20日廢除。

## 歷史
- 1936年（昭和11年）10月17日 - 鐵道省湧網西線計呂地站至中佐呂間站（後來名為佐呂間站）之間開通，此站啟用。當時為一般車站[1]。
- 1949年（昭和24年）6月1日 - 日本國有鐵道成立，成為日本國有鐵道車站。
- 1953年（昭和28年）10月22日 - 中湧別站至網走站之間全線開通，路線名稱改為湧網線。
- 1960年（昭和35年）12月1日 - 結束處理貨物[1]。
- 1972年（昭和47年）2月8日 - 結束處理行李[2]，同時成為無人車站[3]。
- 1987年（昭和62年）3月20日 - 湧網線全線廢除，此站也廢除[1]。

## 車站構造
截至車站廢除前，車站是一座地面車站，設有1面1線的島式月台（只使用單邊）月台位於路軌東邊（網走方向的列車會開啟左邊車門）。此站沒有轉轍器。曾經此站設有1面2線的島式月台，當時可進行列車交會。後來靠近車站大樓的路軌在廢除交會設備後被撤走。月台前後的路軌都是彎曲的，這是由於此站曾設有轉轍器。
此站是無人車站。在有人車站時代還有車站大樓。大樓位於站內東邊，鄰接橫過舊路軌的通道，前往島式月台。

## 站名的由來
車站名稱取自所在地「字若里」附近的河流名稱。該名稱源自阿伊努語的「トゥコタン（tu-kotan）」，其意思是「失落、（床丹）村莊」，或是「トコタン（to-kotan）」，其意思是「沼、村莊」，沒有特定是哪一個來源。
關於後者說法，這是源自地方鄰近佐呂間湖畔。

## 車站周邊
- 國道238號（日语：国道238号）（鄂霍次克國道）[7]
- 床丹川[7]
- 佐呂間町親睦巴士（日语：佐呂間町ふれあいバス）（自由上下車區間（日语：フリー乗降制））

## 現況
截至2011年（平成23年），車站遺址變成長滿草的空地，剩下了路軌遺蹟。另外，從前站前道路入口部分設置了「床丹」巴士站。
截至2017年（平成29年），部分路軌變成了道路。

## 相鄰車站
日本國有鐵道
湧網線 
計呂地－濱床丹臨時乘降場－床丹－若里臨時乘降場－佐呂間

## 注腳
1. 1 2 3 4 5  石野哲（編）. . JTB. 1998: 915. ISBN 978-4-533-02980-6 （日语）.
2. ↑  . 官報. 1972-02-08 （日语）.
3. 1 2  . 鐵道公報 (日本國有鐵道總裁室文書課). 1972-02-08: 2 （日语）.
4. 1 2 3  宮脇俊三 (编). . 原田勝正. 小學館. 1983-7: 160. ISBN 978-4093951012 （日语）.
5. 1 2   (PDF). アイヌ語地名リスト. 北海道 環境生活部 アイヌ政策推進室. 2007  [2017-11-24]. （原始内容存档 (PDF)于2018-04-17） （日语）.
6. 1 2  太田幸夫. . 富士Comtem. 2004-2: 169. ISBN 978-4893915498 （日语）.
7. 1 2  . 地勢堂. 1980-3: 19 （日语）.
8. 1 2  本久公洋. . 北海道新聞社. 2011-9: 101. ISBN 978-4894536128 （日语）.